# Martin Goeres
Martin Goeres (Berlino Ovest, 12 agosto 1984) è uno stuntman e attore tedesco.

## Biografia
Goeres, nato a Berlino Ovest, sin dal suo primo ruolo principale nel 1995, si esibisce regolarmente in produzioni televisive e cinematografiche per le quali ha partecipato a numerosi workshop di recitazione. Ad esempio portò a termine un'introduzione al method acting di quattro mesi alla Hollywood Acting School e sperimentò il settore "Acting" da Reuven Adiv e Giles Foreman, Cam-Tuning da Wolfgang Wimmer e „Sense Work“ da Lena Lessing. Inoltre si allenò con regolarità con coach internazionali, ad esempio nell'aprile 2009 frequentò la master class da Larry Moss.
Accanto alle frequenti riprese come attore fece pratica nel campo degli effetti speciali e controfigure, fondò così la Perfect-Action-Stuntteam. Grazie a queste esperienze si fece un'idea del lavoro dietro la cinepresa, nel campo tecnico come la seconda unità di regia e l'impostazione della posizione della telecamera. Dopo aver lavorato alcuni anni per produzioni internazionali all'estero fondò una propria compagnia "MG ACTION" con la quale combina le sue esperienze.

## Filmografia

### Attore

#### Cinema
- 2000: Heidi M.
- 2004: I ragazzi del Reich
- 2005: Kampfansage – Der letzte Schüler
- 2006: Winterreise
- 2011: Hanna
- 2014: What You Want Is Gone Forever
- 2015: Kartoffelsalat – Nicht fragen!
- 2015: Victoria
- 2016: When Demons Die
- 2017: Schneeflöckchen

#### Televisione
- 1997: Flieg, Opa, flieg!
- 1998: Ciao dottore! – Frederics Puppe
- 1998: Stefanie – Scheidewege
- 1998: Der letzte Zeuge – Schlag auf Schlag
- 1999/2000: Wolff, un poliziotto a Berlino
- 1999: Der Totschläger
- 2000: Tag der Abrechnung
- 2002: 14º Distretto – Mäuse und Menschen
- 2002: Klinikum Berlin Mitte – Vaterbilder
- 2002: Seventeen – Mädchen sind die besseren Jungs
- 2002: Dr. Sommerfeld – Neues vom Bülowbogen – Zerplatzte Träume
- 2003/2009: In aller Freundschaft
- 2003: Ein leichtfertiges Versprechen
- 2009: Zu viel des Guten
- 2004: Circle of life
- 2005: Doppelter Einsatz – Mord auf dem Stundenplan
- 2005: Alphateam - Die Lebensretter im OP – Angriffe
- 2005: Schloss Einstein
- 2005: Crazy Partners
- 2005: Die Luftbrücke – Nur der Himmel war frei
- 2006: Abschnitt 40 – Amoklage
- 2006: Die Niels Ruf Show
- 2006: Im Namen des Gesetzes – Junge Liebe
- 2007: Hamburg Distretto 21 – Väter und Söhne
- 2007: R.I.S. – Die Sprache der Toten – Traumatisiert
- 2007: Deadline – Jede Sekunde zählt – Ultimatum
- 2008: Polizeiruf 110 – Verdammte Sehnsucht
- 2008: Tatort – Blinder Glaube
- 2008: SOKO Wismar – Zerbrochenes Glas
- 2009: Guardia costiera – Duell ohne Gnade
- 2009: Lasko – Der Weg nach Rom
- 2011: Herzflimmern – Die Klinik am See
- 2012: Squadra Speciale Stoccarda – Matchball
- 2018: Counterpart
- Treadstone – serie TV, episodio 1x8 (2019)

#### Altro
- 2005: D.N.X. – Mutant High (Action-Comedy-Pilot per RTL)
- 2004: Nike (Werbespot Bus Jogging)
- 2006: Breitling SA (Werbespot ID-Club 2006)
- 2006: Navid & Omid – Eshghe Javid (videoclip)
- 2006: Juli – Dieses Leben (videoclip)
- 2016: KEØMA Protected (videoclip).

### Controfigura ed effetti speciali
- 2005: Kampfansage – Der letzte Schüler
- 2006: V per Vendetta
- 2006: Bye Bye Berlusconi
- 2006: Die Niels Ruf Show
- 2008: Ossi’s Eleven
- 2008: Superauto Mach 5
- 2008: Virus Undead
- 2008: Operazione Valchiria
- 2009: Beyond Remedy – Jenseits der Angst
- 2009: Bastardi senza gloria
- 2009: Ninja Assassin
- 2011: Don 2 – Das Spiel geht weiter
- 2014: Dracula Untold
- 2014: Serena
- 2015: Mission: Impossible - Rouge Nation
- 2016: Polizeiruf 110 - Und vergib uns unsere Schuld
- 2016: Inferno
- 2017: Wonder Woman
- 2017: Dark
- 2017: Heilstätten
- 2017: Tatort - Murot Und Das Murmeltier
- 2017: Babylon Berlin
- 2017: Berlin Station
- 2017: Sense 8